# Camaricus rinkae
Camaricus rinkae es una especie de araña cangrejo del género Camaricus, familia Thomisidae. Fue descrita científicamente por Biswas & Roy en 2005.

## Distribución
Esta especie se encuentra en India.

## Tratamiento taxonómico
La especie aparece registrada y publicada en Description of a new species of spider genus Camaricus (Thomisidae: Araneae) from India. Records of the Zoological Survey of India 105(1–2): 165–167.